# 叶宝珊
叶宝珊（1919年2月—2008年4月20日），男，浙江慈溪人，中华人民共和国政治人物，曾任全国工商联副主席、顾问，第三、四、五、六、七、九届全国政协委员，第八届全国政协常务委员。